# Ankylopteryx (Ankylopteryx) collarti
Ankylopteryx (Ankylopteryx) collarti is een insect uit de familie van de gaasvliegen (Chrysopidae), die tot de orde netvleugeligen (Neuroptera) behoort. 
Ankylopteryx (Ankylopteryx) collarti is voor het eerst wetenschappelijk beschreven door Navás in 1925.